# Jaume Bartrolí i Mas
Jaume Bartrolí i Mas (Barcelona, 23 de gener de 1918 - Barcelona, 20 de juliol de 1989) fou un tennista català de la dècada de 1940.

## Trajectòria
Fou campió de Catalunya de tennis. També fou quinze vegades campió d'Espanya, vuit en dobles masculins, els anys 1942, 1943, 1945, 1946, 1947, 1948, 1949 i 1952, formant parella amb Lluís Carles, Pere Castellà, Pere Masip i Emilio Martínez. També fou finalista en categoria individual el 1942. Participà en l'equip de Copa Davis diversos cops entre 1946 i 1954, i a divuit als campionats de Wimbledon.
Fou capità de l'equip espanyol de Copa Davis entre els anys 1956-58 i 1963-75, en els quals l'equip espanyol arribà a dues finals.